# Hošťka
Ne pas confondre avec la ville de Hoštka
Hošťka (en allemand : Hesselsdorf ) est une commune du district de Tachov, dans la région de Plzeň, en Tchéquie. Sa population s'élevait à 457 habitants en 2022.

## Géographie
Hošťka se trouve à 12 km au sud-sud-est de Tachov, à 57 km à l'ouest de Plzeň et à 139 km au sud-sud-ouest de Prague.
La commune est limitée par Lesná à l'ouest et au nord-ouest, par Dlouhý Újezd au nord, par Částkov au nord-est, par Staré Sedliště à l'est, par Přimda au sud-est, et par Rozvadov au sud et au sud-ouest.

## Histoire
La première mention écrite du village date de 1482.

## Galerie

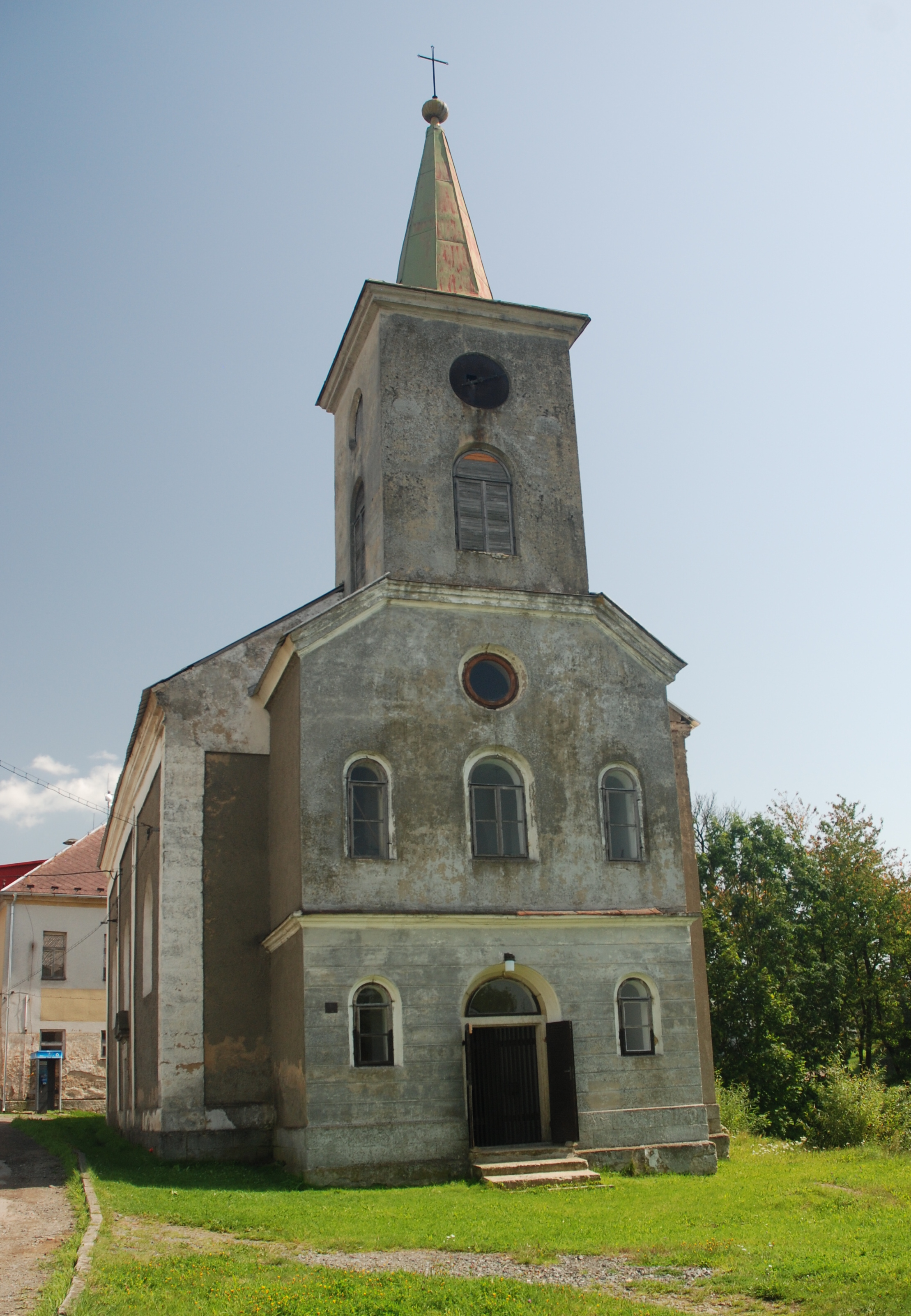
Église Sainte-Margaret.
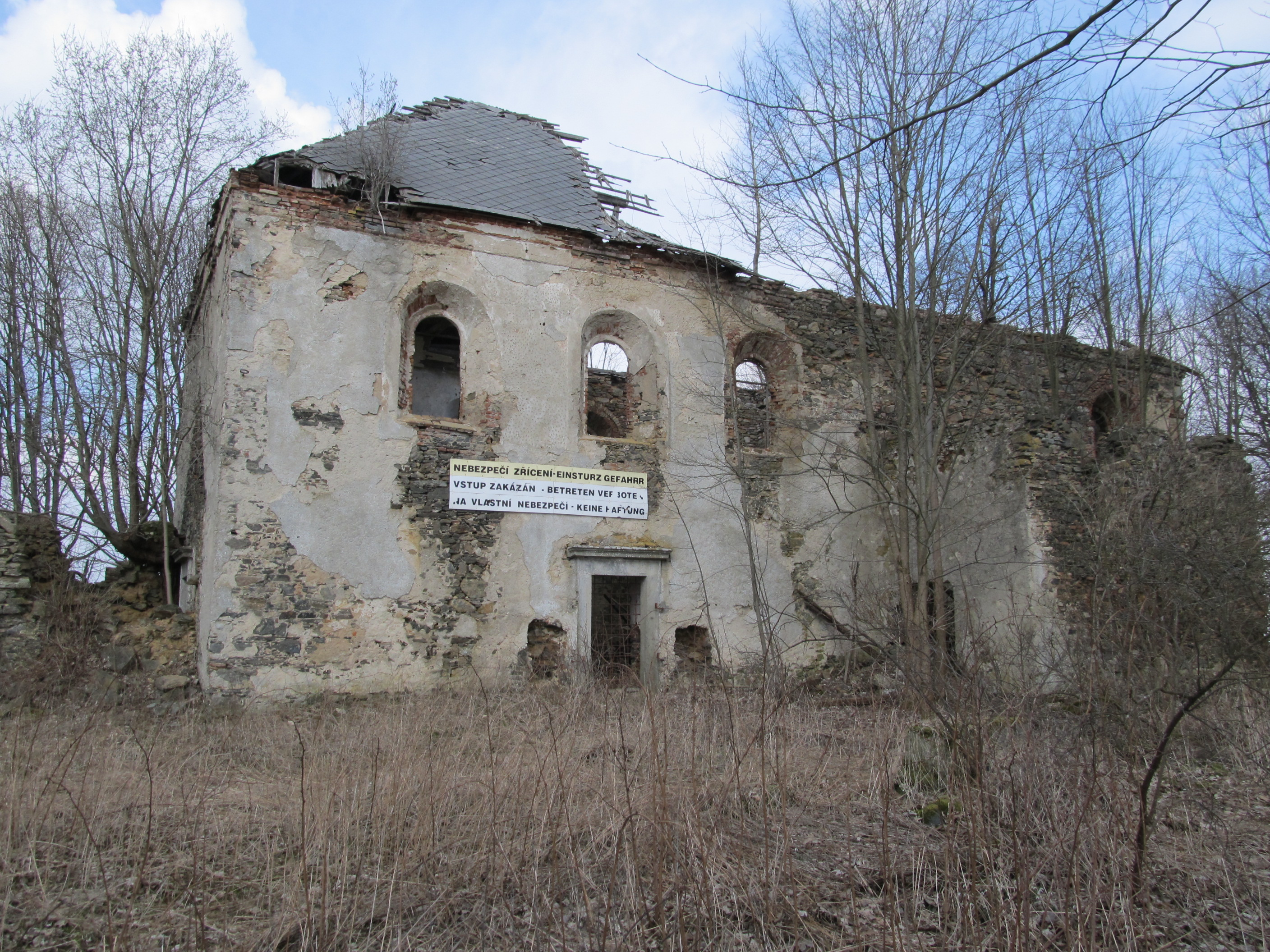
Église Sainte-Anne à Pořejov.

## Transports
Par la route, Hošťka se trouve à 15 km du centre de Tachov, à 69 km de Plzeň  et à 164 km de Prague. 